# 局所可積分函数
数学において局所可積分函数（きょくしょかせきぶんかんすう、英: Locally integrable function）とは、その定義域に含まれる任意のコンパクト部分集合上で可積分（したがって積分が有限）であるような函数のことを言う。しばしば局所総和可能函数（locally summable function）とも呼ばれる。そのような函数は、Lp空間と似ているがその元の無限大での振舞いについて制限を要さないような函数空間に属するという点において、重要となる。言い換えると、局所可積分函数は、無限大において任意に早く増大することも許されるが、通常の可積分函数とある意味似た方法によって依然として扱うことが出来るものとなっている。

## 定義

### 通常の定義
定義１.
Ω をユークリッド空間 ℝn 内のある開集合とし、f : Ω → ℂ をルベーグ可測函数とする。Ω 上の f が次を満たすとき、局所可積分と呼ばれる。
{\displaystyle \int _{K}|f|\,\mathrm {d} x<+\infty .}
ただし K は Ω の任意のコンパクト部分集合であり、したがって f はそのような全てのコンパクト集合上で有限となる。そのような函数の集合は L1,loc(Ω) と記述される：
{\displaystyle L_{1,\mathrm {loc} }(\Omega )={\bigl \{}f:\Omega \to \mathbb {C} {\text{ measurable}}\,{\big |}\,f|_{K}\in L_{1}(K)\ \forall \,K\subset \Omega ,\,K{\text{ compact}}{\bigr \}}.}
ここで f |K は f の集合 K への制限である。局所可積分函数の古典的な定義は測度論的および位相空間論的な概念のみを含むものであり、ある位相的な測度空間 (X, Σ, μ) 上の複素数値函数へと抽象的に拡張されるものであった。しかし、そのような函数の最も基本的な応用はユークリッド空間上の超函数に対するものであったので、以下の定義および節ではその重要な場合について明らかな形で扱う。

### 代替的な定義
定義 2. Ω をユークリッド空間 ℝn 内のある開集合とする。このとき、各テスト函数 φ ∈ Cc∞ (Ω) に対して
{\displaystyle \int _{\Omega }|f\varphi |\,\mathrm {d} x<+\infty }
を満たす函数 f : Ω → ℂ は、局所可積分と呼ばれる。またそのような函数の集合は L1,loc(Ω) と記述される。ここで Cc∞ (Ω) は、Ω に含まれるコンパクトな台を持つすべての無限回微分可能な函数 φ : Ω → ℝ の集合を表す。
この定義の由来は、ニコラ・ブルバキとその学派によって発展された、ある位相ベクトル空間上の連続線型汎函数の概念に基づく測度と積分の理論にある。またこの定義は、Strichartz (2003) や Maz'ya & Shaposhnikova (2009, p. 34) によって用いられた。この「超函数理論的な」定義は、前述の通常の定義と同値である。実際、次の補題が成立する。
補題 1. 与えられた函数 f : Ω → ℂ が定義 1 の意味で局所可積分であることと、定義 2 の意味で局所可積分であることは同値である。すなわち、次が成り立つ。
{\displaystyle \int _{K}|f|\,\mathrm {d} x<+\infty \quad \forall \,K\subset \Omega ,\,K{\text{ compact}}\quad \Longleftrightarrow \quad \int _{\Omega }|f\varphi |\,\mathrm {d} x<+\infty \quad \forall \,\varphi \in C_{\mathrm {c} }^{\infty }(\Omega ).}

### 一般化：局所p-可積分函数
定義 3. Ω をユークリッド空間 ℝn 内のある開集合とし、f : Ω → ℂ をあるルベーグ可測函数とする。1 ≤ p ≤ +∞ を満たす与えられた p に対し、f が
{\displaystyle \int _{K}|f|^{p}\,\mathrm {d} x<+\infty }
を満たすなら、f は局所 p-可積分あるいは p-局所可積分と呼ばれる。ただしこの条件は、f が Ω 内のすべてのコンパクト部分集合 K に対してLp(K)に属することを意味する。そのようなすべての函数の集合は Lp,loc(Ω) と記述される：
{\displaystyle L_{p,\mathrm {loc} }(\Omega )=\left\{f:\Omega \to \mathbb {C} {\text{ measurable }}\left|\ f\in L_{p}(K),\ \forall \,K\subset \Omega ,K{\text{ compact}}\right.\right\}.}
前述の場合と同様に、代替的な定義も与えられ、それらは同値であることが示される。それらは高い一般性を備えるものであるように見えるが、局所 p-可積分函数は 1 < p ≤ +∞ を満たすすべての p に対して局所可積分函数の部分集合を形成する。

### 記法
局所可積分函数の集合の記法には、大文字 L の字体の差の他に、次のようないくつかの異なるものが存在する。
- {\displaystyle L_{\mathrm {loc} }^{p}(\Omega )} は (Hörmander 1990, p. 37)、(Strichartz 2003, pp. 12–13) や (Vladimirov 2002, p. 3) で用いられている。
- {\displaystyle L_{p,\mathrm {loc} }(\Omega )} は (Maz'ya & Poborchi 1997, p. 4) や　Maz'ya & Shaposhnikova (2009, p. 44) で用いられている。
- {\displaystyle L_{p}(\Omega ,\mathrm {loc} )} は (Maz'ja 1985, p. 6) や (Maz'ya 2011, p. 2) で用いられている。

## 性質

### すべてのp≥ 1 に対してLp,locは完備距離空間
定理 1
Lp,loc は完備距離化可能空間である。すなわち、その位相は次の計量によって生成される：
{\displaystyle d(u,v)=\sum _{k\geq 1}{\frac {1}{2^{k}}}{\frac {\Vert u-v\Vert _{p,\omega _{k}}}{1+\Vert u-v\Vert _{p,\omega _{k}}}}\qquad u,v\in L_{p,\mathrm {loc} }(\Omega ).}
ここで {ωk}k≥1 は、次の性質を満たす空でない開集合の族である。
- ωk ⊂⊂ ωk+1。すなわち ωk は ωk+1 に厳密に含まれている。このことは、コンパクトな閉包を持つ集合が高次の集合に厳密に含まれていることを意味する。
- ∪kωk = Ω.
- {\displaystyle \scriptstyle {\Vert \cdot \Vert _{p,\omega _{k}}}\to \mathbb {R} ^{+}}, k ∈ ℕ は、次で定義される半ノルムの添え字付きの族である：

{\displaystyle {\Vert u\Vert _{p,\omega _{k}}}=\int _{\omega _{k}}|u|^{p}\,\mathrm {d} x\qquad \forall \,u\in L_{p,\mathrm {loc} }(\Omega ).}
参考文献 (Gilbarg & Trudinger 1998, p. 147)、 (Maz'ya & Poborchi 1997, p. 5)、(Maz'ja 1985, p. 6) および (Maz'ya 2011, p. 2) において、この定理は述べられているが形式的な証明は与えられていない。より一般の結果に対する完全な証明は、(Meise & Vogt 1997, p. 40) に見られる。

### すべてのp≥ 1 に対してLpはL1,locの部分空間
定理 2
Ω を ℝn の開部分集合とする。Lp(Ω), 1 ≤ p ≤ +∞ に属するすべての函数 f は局所可積分である。
証明 p = 1 の場合は自明であるので省略し、以下では 1 < p ≤ +∞ を仮定して証明を続ける。Ω のあるコンパクトな部分集合 K に対し、その特性函数 χK を考える。このとき、p ≤ +∞ に対して
{\displaystyle \left|{\int _{\Omega }|\chi _{K}|^{q}\,\mathrm {d} x}\right|^{1/q}=\left|{\int _{K}\mathrm {d} x}\right|^{1/q}=|\mu (K)|^{1/q}<+\infty }
が成立する。ただし
- q は、与えられた 1 ≤ p ≤ +∞ に対して 1/p + 1/q = 1 を満たすようなある正の数である。
- μ(K) はコンパクト集合 K のルベーグ測度である。

このときヘルダーの不等式より、積 fχK は可積分である。すなわち、L1(Ω) に属すとともに、次を満たす。
{\displaystyle {\int _{K}|f|\,\mathrm {d} x}={\int _{\Omega }|f\chi _{K}|\,\mathrm {d} x}\leq \left|{\int _{\Omega }|f|^{p}\,\mathrm {d} x}\right|^{1/p}\left|{\int _{K}\mathrm {d} x}\right|^{1/q}=\|f\|_{p}|\mu (K)|^{1/q}<+\infty .}
したがって
{\displaystyle f\in L_{1,\mathrm {loc} }(\Omega )}
である。ここで、不等式
{\displaystyle {\int _{K}|f|\,\mathrm {d} x}={\int _{\Omega }|f\chi _{K}|\,\mathrm {d} x}\leq \left|{\int _{K}|f|^{p}\,\mathrm {d} x}\right|^{1/p}\left|{\int _{K}\mathrm {d} x}\right|^{1/q}=\|f\|_{p}|\mu (K)|^{1/q}<+\infty }
が成立するため、定理は局所 p-可積分函数の空間にのみ属する函数 f に対しても成立することに注意されたい。したがって、定理は次の結果を意味する。
系 1
Lp,loc(Ω), 1 < p ≤ +∞ 内のすべての函数 f は局所可積分である。すなわち、L1,loc(Ω) に属する。

### L1,locは絶対連続測度の密度函数の空間
定理 3
函数 f が絶対連続測度の密度函数であるための必要十分条件は、f ∈L1,loc であることである。
この結果の証明は (Schwartz 1998, p. 18) に見られる。内容を解釈し直すと、この定理ではすべての局所可積分函数はある絶対連続測度を定義し、逆にすべての絶対連続測度はある局所可積分函数を定義することが主張されている。これはまた、抽象的測度論の枠組みにおいて、Stanisław Saks の学術論文で与えられた重要なラドン＝ニコディムの定理として現れる。

## 例
- 実軸上で定義される定数函数 1 は局所可積分であるが、大域的には可積分ではない。より一般に、定数、連続函数[16]および可積分函数は局所可積分である[17]。
- 函数

{\displaystyle f(x)={\begin{cases}1/x&x\neq 0\\0&x=0\end{cases}}}
は x = 0 において局所可積分でない。実際、その点を含まない任意のコンパクト集合上での積分は有限であるので、その点の近くでは局所可積分である。形式的に表すと、1/x ∈ L1,loc(ℝ\0) ということになる。しかし、この函数はコーシーの主値として ℝ 全体上での超函数に拡張することが出来る。
- 上記の例より次の疑問が生じる：Ω ⊊ ℝ 内で局所可積分であるようなすべての函数は、超函数として ℝ 全体へと拡張することが出来るか？この問の答えはノーであり、実際その反例として次の函数が考えられる：

{\displaystyle f(x)={\begin{cases}e^{1/x}&x\neq 0\\0&x=0.\end{cases}}}
この函数は ℝ 上のどのような超函数も定義しない。
- 次の例も上述のものと同様に、不確定特異点（英語版）を伴う微分作用素への超函数の理論の応用に現れる初等的な反例であるような L1,loc(ℝ\0) に属する函数である：

{\displaystyle f(x)={\begin{cases}k_{1}e^{1/x^{2}}&x>0\\0&x=0\\k_{2}e^{1/x^{2}}&x<0\end{cases}}.}
ここで k1 と k2 は複素定数で、次の初等的な一階の非フックス型微分方程式の一般解である。
{\displaystyle x^{3}{\frac {\mathrm {d} f}{\mathrm {d} x}}+2f=0.}
k1 あるいは k2 がゼロでないなら、その函数はふたたび ℝ 全体上でのどのような超函数も定義しない。したがってそのような方程式における唯一つの超函数的な大域解はゼロである。このことは微分方程式の一分野において超函数理論的な手法は、特に定数係数の線型微分方程式の理論のような他の一分野と同じように上手く働くものとは限らないことを意味する。

## 応用
局所可積分函数は超函数の理論において主要な役割を果たすとともに、有界変動函数のような様々な函数や函数空間のクラスの定義に現れる。さらに局所可積分函数は、全ての測度の絶対連続な部分を特徴付けることによって、ラドン＝ニコディムの定理にも現れる。